# Caffrocrambus
Caffrocrambus is een geslacht van vlinders van de familie grasmotten (Crambidae).

## Soorten
- C. albifascia Bassi, 2002
- C. albistrigatus Bassi, 2002
- C. alcibiades Błeszyński, 1961
- C. angulilinea (Warren, 1914)
- C. carneades Bassi, 2002
- C. chalcimerus (Hampson, 1919)
- C. decolorelloides Błeszyński, 1970
- C. decolorellus (Walker, 1863)
- C. democritus Bassi, 1994
- C. dichotomellus (Hampson, 1919)
- C. endoxantha (Hampson, 1919)
- C. fulvus Bassi, 2002
- C. fuscus Bassi, 2002
- C. galileii Bassi, 2002
- C. heraclitus Bassi, 1994
- C. homerus (Błeszyński, 1961)
- C. husserli Bassi, 2002
- C. jansei Bassi, 2002
- C. krooni Bassi, 2002
- C. leucippus Bassi, 1994
- C. leucofascialis (Janse, 1922)
- C. luteus Bassi, 2002
- C. machiavellii Bassi, 2002
- C. ochreus Błeszyński, 1970
- C. parmenides Bassi, 1994
- C. polyphemus Bassi, 2002
- C. savonarolae Bassi, 2002
- C. sordidella (Marion, 1957)
- C. szunyoghyi Bassi, 2002
- C. undilineatus (Hampson, 1919)